# District de Honggang
Le district de Honggang (红岗区 ; pinyin : Hónggǎng Qū) est une subdivision administrative de la province du Heilongjiang en Chine. Il est placé sous la juridiction de la ville-préfecture de Daqing.